# Football Association of Malawi
Die Football Association of Malawi ist der Fußballverband Malawis. Der Verband richtet die malawische Fußballmeisterschaft, die in der tnm Super League ausgespielt wird, aus. Zudem werden die Spiele der malawischen Fußballnationalmannschaft vom Verband organisiert. Der Verband ist Mitglied in der FIFA, der CAF und des COSAFA.

## Geschichte
Der Verband wird hauptsächlich mit der malawischen Fußballnationalmannschaft verbunden, welche The flames (dt.: Die Flammen) genannt wird. Die Mannschaft versucht seit den 1960ern sich für internationale Turniere zu qualifizieren, erreichte aber nie die Endrunde einer Weltmeisterschaft. Jedoch nahm man 1984 und 2010 an der Vorrunde der Afrikameisterschaft teil, schied bei beiden Turnier aber in der Vorrunde aus. Die größten internationalen Erfolge erzielte man beim COSAFA Cup, als man 2002 und 2003 Zweiter wurde. Den CECAFA-Cup konnte man dreimal gewinnen, zuletzt 1988.
Später kam es zu einigen Wechseln in der Führungsebene, in der Hoffnung, endlich internationale Erfolge zu erzielen. Diese Maßnahmen zahlten sich aus, da man sich in der Weltrangliste von Platz 137 (Januar 2008) auf Platz 78 hochspielen konnte. Der Präsident des Verbandes sagte, dass die Mannschaft das Ziel habe sich für die Weltmeisterschaft 2022 zu qualifizieren.

## Berühmte Spieler
- Enerst Mtawali
- Daniel Chitsulo
- Essau Kanyenda